# A Esposa do Solteiro
A Esposa do Solteiro é um filme brasileiro dos gêneros drama e romance, dirigido pelo diretor italiano Carlo Campogalliani. Produzido pela Benedetti Filmes, é uma co-produção entre Brasil e Argentina, sendo uma das primeiras co-produções internacionais do cinema brasileiro.

## Elenco
- Paulo Benedetti
- Carlo Campogalliani	...	Jorge Peirada
- Amália de Oliveira
- Polly de Viana
- Bastos Estefânio
- Augusto Gonçalves	...	Mena
- Luiz Lizman
- Lia Lupini
- Letizia Quaranta
- Alberto Sereno
- Ivo Soares
- Luiza Valle

## Produção
A Esposa do Solteiro foi uma co-produção com a Argentina. Foi produzido por Paulo Benedetti. No entanto, a revista Selecta em 18 de abril de 1925, estampa carta de Benedetti onde ele nega a participação de capitais argentinos na sua fita que considera brasileira, fazendo notar que houve apenas locações em Buenos Aires.